# Димитър Димитров (климатолог)
Вижте пояснителната страница за други личности с името Димитър Димитров.
Димитър Йорданов Димитров е български географ, климатолог и университетски преподавател, професор в Софийския университет.

## Биография
Роден е на 10 ноември 1914 г. в Бранковци. През 1938 г. завършва география в Софийския университет. До 1956 г. работи като метеоролог във Военновъздушните сили на България. Започва работа в Софийския университет. От 1958 г. е доцент, а през 1967 г. е избран за професор по климатология.
Почива на 13 декември 1999 г.

## Научна дейност
Димитър Димитров проучва пролетните и есенните мразове, работи по изясняване генезиса на климата в България, климатичната подялба на България и градския климат. По-известни негови научни трудове са:
- „Метеорологията в служба на родината“ (1952)
- „Времето в България“ (1960)
- „Стихийни атмосферни явления“ (1966)
- „Обща климатология“ (1970, 1976, 1986)
- „Климатология на България“ (1972, 1979)
- „Климатични ресурси на България“ (1974)